# Юнацька збірна Угорщини з футболу (U-16)
Юнацька збірна Угорщини з футболу (U-16) — національна футбольна збірна Угорщини, що складається із гравців віком до 16 років. Керівництво командою здійснює Угорська футбольна федерація. Збірна може брати участь у товариських і регіональних змаганнях.
Формує найближчий кадровий резерв для основної юнацької збірної, команди до 17 років, яка може кваліфікуватися на Юнацький чемпіонат Європи з футболу (U-17). До зміни формату юнацьких чемпіонатів Європи у 2001 році саме команда 16-річних функціонувала як одна з основних юнацьких збірних і боролася за право участі у відповідній континентальній юнацькій першості з футболу, а до 1991 року — і на чемпіонаті світу U-16.

## Виступи на міжнародних турнірах

### Юнацький чемпіонат Європи (U-16)
| Статистика чемпіонатів Європи (U-16) | Статистика чемпіонатів Європи (U-16) | Статистика чемпіонатів Європи (U-16) | Статистика чемпіонатів Європи (U-16) | Статистика чемпіонатів Європи (U-16) | Статистика чемпіонатів Європи (U-16) | Статистика чемпіонатів Європи (U-16) | Статистика чемпіонатів Європи (U-16) | Статистика чемпіонатів Європи (U-16) |    | Статистика відбору | Статистика відбору | Статистика відбору | Статистика відбору | Статистика відбору | Статистика відбору | Статистика відбору |
| Рік                                  | Раунд                                | І                                    | В                                    | Н                                    | П                                    | Г+                                   | Г-                                   | РГ                                   | І  | В                  | Н                  | П                  | Г+                 | Г-                 | РГ                 |                    |
| 1982                                 | не кваліфікувалася                   | не кваліфікувалася                   | не кваліфікувалася                   | не кваліфікувалася                   | не кваліфікувалася                   | не кваліфікувалася                   | не кваліфікувалася                   | не кваліфікувалася                   | 4  | 3                  | 0                  | 1                  | 6                  | 4                  | +2                 |                    |
| 1984                                 | не кваліфікувалася                   | не кваліфікувалася                   | не кваліфікувалася                   | не кваліфікувалася                   | не кваліфікувалася                   | не кваліфікувалася                   | не кваліфікувалася                   | не кваліфікувалася                   | 4  | 2                  | 1                  | 1                  | 5                  | 2                  | +3                 |                    |
| 1985                                 | груповий етап                        | 3                                    | 1                                    | 0                                    | 2                                    | 2                                    | 3                                    | −1                                   | 0  | 0                  | 0                  | 0                  | 0                  | 0                  | 0                  |                    |
| 1986                                 | не кваліфікувалася                   | не кваліфікувалася                   | не кваліфікувалася                   | не кваліфікувалася                   | не кваліфікувалася                   | не кваліфікувалася                   | не кваліфікувалася                   | не кваліфікувалася                   | 4  | 1                  | 0                  | 3                  | 1                  | 4                  | −3                 |                    |
| 1987                                 | не кваліфікувалася                   | не кваліфікувалася                   | не кваліфікувалася                   | не кваліфікувалася                   | не кваліфікувалася                   | не кваліфікувалася                   | не кваліфікувалася                   | не кваліфікувалася                   | 2  | 0                  | 1                  | 1                  | 0                  | 1                  | −1                 |                    |
| 1988                                 | груповий етап                        | 3                                    | 1                                    | 2                                    | 0                                    | 2                                    | 1                                    | +1                                   | 2  | 1                  | 0                  | 1                  | 2                  | 2                  | 0                  |                    |
| 1989                                 | не кваліфікувалася                   | не кваліфікувалася                   | не кваліфікувалася                   | не кваліфікувалася                   | не кваліфікувалася                   | не кваліфікувалася                   | не кваліфікувалася                   | не кваліфікувалася                   | 4  | 1                  | 1                  | 2                  | 3                  | 5                  | −2                 |                    |
| 1990                                 | груповий етап                        | 3                                    | 0                                    | 1                                    | 2                                    | 2                                    | 6                                    | −4                                   | 2  | 2                  | 0                  | 0                  | 6                  | 0                  | +6                 |                    |
| 1991                                 | не кваліфікувалася                   | не кваліфікувалася                   | не кваліфікувалася                   | не кваліфікувалася                   | не кваліфікувалася                   | не кваліфікувалася                   | не кваліфікувалася                   | не кваліфікувалася                   | 4  | 0                  | 1                  | 3                  | 2                  | 5                  | −3                 |                    |
| 1992                                 | груповий етап                        | 3                                    | 1                                    | 1                                    | 1                                    | 4                                    | 4                                    | 0                                    | 2  | 1                  | 1                  | 0                  | 5                  | 3                  | +2                 |                    |
| 1993                                 | чвертьфінали                         | 4                                    | 2                                    | 0                                    | 2                                    | 4                                    | 5                                    | −1                                   | 2  | 2                  | 0                  | 0                  | 3                  | 0                  | +3                 |                    |
| 1994                                 | не кваліфікувалася                   | не кваліфікувалася                   | не кваліфікувалася                   | не кваліфікувалася                   | не кваліфікувалася                   | не кваліфікувалася                   | не кваліфікувалася                   | не кваліфікувалася                   | 2  | 1                  | 0                  | 1                  | 3                  | 1                  | +2                 |                    |
| 1995                                 | не кваліфікувалася                   | не кваліфікувалася                   | не кваліфікувалася                   | не кваліфікувалася                   | не кваліфікувалася                   | не кваліфікувалася                   | не кваліфікувалася                   | не кваліфікувалася                   | 4  | 1                  | 1                  | 2                  | 7                  | 7                  | 0                  |                    |
| 1996                                 | не кваліфікувалася                   | не кваліфікувалася                   | не кваліфікувалася                   | не кваліфікувалася                   | не кваліфікувалася                   | не кваліфікувалася                   | не кваліфікувалася                   | не кваліфікувалася                   | 4  | 0                  | 1                  | 3                  | 1                  | 5                  | −4                 |                    |
| 1997                                 | чвертьфінали                         | 4                                    | 2                                    | 0                                    | 2                                    | 9                                    | 8                                    | +1                                   | 2  | 2                  | 0                  | 0                  | 7                  | 0                  | +7                 |                    |
| 1998                                 | не кваліфікувалася                   | не кваліфікувалася                   | не кваліфікувалася                   | не кваліфікувалася                   | не кваліфікувалася                   | не кваліфікувалася                   | не кваліфікувалася                   | не кваліфікувалася                   | 3  | 2                  | 1                  | 0                  | 8                  | 1                  | +7                 |                    |
| 1999                                 | груповий етап                        | 3                                    | 0                                    | 1                                    | 2                                    | 3                                    | 5                                    | −2                                   | 2  | 1                  | 1                  | 0                  | 4                  | 2                  | +2                 |                    |
| 2000                                 | груповий етап                        | 3                                    | 1                                    | 0                                    | 2                                    | 4                                    | 7                                    | −3                                   | 2  | 2                  | 0                  | 0                  | 11                 | 0                  | +11                |                    |
| 2001                                 | груповий етап                        | 3                                    | 1                                    | 0                                    | 2                                    | 5                                    | 6                                    | −1                                   | 2  | 1                  | 1                  | 0                  | 3                  | 1                  | +2                 |                    |
| Усього                               | чвертьфінали                         | 29                                   | 9                                    | 5                                    | 15                                   | 35                                   | 45                                   | -10                                  | 51 | 23                 | 10                 | 18                 | 77                 | 43                 | +34                |                    |

### Чемпіонат світу (U-16)
| Статистика чемпіонатів світу (U-16) | Статистика чемпіонатів світу (U-16) | Статистика чемпіонатів світу (U-16) | Статистика чемпіонатів світу (U-16) | Статистика чемпіонатів світу (U-16) | Статистика чемпіонатів світу (U-16) | Статистика чемпіонатів світу (U-16) | Статистика чемпіонатів світу (U-16) | Статистика чемпіонатів світу (U-16) |                    |
| Рік                                 | Раунд                               | І                                   | В                                   | Н                                   | П                                   | Г+                                  | Г-                                  | РГ                                  |                    |
| ----------------------------------- | ----------------------------------- | ----------------------------------- | ----------------------------------- | ----------------------------------- | ----------------------------------- | ----------------------------------- | ----------------------------------- | ----------------------------------- | ------------------ |
| 1985                                | чвертьфінали                        | 4                                   | 2                                   | 1                                   | 1                                   | 5                                   | 3                                   | +2                                  |                    |
| 1987                                | не кваліфікувалася                  | не кваліфікувалася                  | не кваліфікувалася                  | не кваліфікувалася                  | не кваліфікувалася                  | не кваліфікувалася                  | не кваліфікувалася                  | не кваліфікувалася                  | не кваліфікувалася |
| 1989                                | не кваліфікувалася                  | не кваліфікувалася                  | не кваліфікувалася                  | не кваліфікувалася                  | не кваліфікувалася                  | не кваліфікувалася                  | не кваліфікувалася                  | не кваліфікувалася                  | не кваліфікувалася |
| Усього                              | чвертьфінали                        | 4                                   | 2                                   | 1                                   | 1                                   | 5                                   | 3                                   | +2                                  |                    |